# Estação Leninskaia
Leninskaia (em russo:  Ленинская) é uma das estações da linha Avtosavodskaia (Linha 1) do Metro de Níjni Novgorod, na Rússia. Estação «Leninskaia» está localizada entre as estações «Zaretchnaia» e «Tchkalovskaia».